# Llandudno Football Club
MBi Llandudno Football Club é uma equipe galesa de futebol com sede em Llandudno. Disputa a primeira divisão de País de Gales (Campeonato Galês de Futebol).
Seus jogos são mandados no Park MBi Maesdu, que possui capacidade para 1.100 espectadores.

## História
O MBi Llandudno Football Club foi fundado em 1988.